# Наркевич, Александр Юлианович
Александр Юлианович Наркевич (9 (22) февраля 1910, Никольск-Уссурийск (Приморский край) — 3 ноября 1969, Москва) — советский литературовед, библиограф, историк шахмат. Член редакционной коллегии «Шахматного словаря» (1964) по разделу истории шахмат и биографических статей.

## Биография
В 1925—1927 гг. в качестве вольнослушателя посещал лекции Литературного отделения Этнологического факультета Московского университета. Работал литературным секретарём Литературного центра конструктивистов, рецензентом Библиографического института, библиографом в редакции издания «История фабрик и заводов».
С июля 1941 по январь 1942 гг. находился в качестве бойца в Местной противовоздушной обороне города Москвы. С января 1942 г. освобождён по состоянию здоровья. C 1947 г. по 1952 г. работал по договору редактором в серии «Жизнь замечательных людей» издательства «Молодая Гвардия».
Его рецензии печатались в разных изданиях, многие в «Новом мире». Был редактором Краткой литературной энциклопедии.
Последняя его работа — биографическая часть книги о шахматисте М. И. Чигорине.

### Семья
Мать — Павлова-Наркевич Надежда Александровна (1879—1838), медик. Отец — Юлиан Осипович Наркевич (1867—1942), юрист.
Жена — Наталия Николаевна Садикова (Наркевич) (1907—1986) музыкант — теоретик.
Сын — Вячеслав Александрович Наркевич (1946—2015) музыкант — теоретик.

### Некролог
Литературная газета № 46 от 12 ноября 1969 года

Большое горе постигло всех, кто знал, а значит, любил Александра Юлиановича Наркевича. Безвременная смерть в расцвете ума и таланта остановила сердце, преданное людям и науке. Помнится, еще мальчиком приходил он к одному из нас, садился перед книжным шкафом и погружался в чтение. Его изумительная память с детских лет впитывала даты, имена, термины, теории, биографии, события, издания произведений… Он был библиограф по природе, по складу мышления. И он был библиограф замечательный, потому что книга — это мысль, а мысль в ее движении, в противоречиях была его страстью, его главной радостью в жизни. Красота шахмат и математики, остроумие детективов и научных разысканий, тонкость психологического анализа, смелость физических гипотез, борьба философских школ — все находило в нем взволнованного наблюдателя, тщательного классификатора и любящего хранителя. Он был человек энциклопедической образованности, его работы всегда поражали обилием материалов, широтой эрудиции, точностью, остротой мысли. Разбросанные по разным изданиям, они могли бы составить живую и полезную книгу. И все свои богатства он щедро отдавал людям, никогда не думая о награде. Он всегда находил время и силы для творческой помощи другим — своими громадными знаниями, своим трудом, тщательным и вдохновенным.
Мы потеряли человека, который был необходим литературе.
Прощай, дорогой друг, помощник, критик, исследователь, нелицеприятный советчик в нашем прекрасном и трудном деле.
Б. АГАПОВ, И. АНДРОНИКОВ, Д. ДАНИН, К. ЗЕЛИНСКИЙ, В. ИНБЕР, А. МОРОЗОВ, В. САФОНОВ, М. ШАГИНЯН, В. ШКЛОВСКИЙ

## Книги
- Михаил Чигорин, Москва, 1972 (в соавторстве с Е. А. Васюковым и А. С. Никитиным).